# Electric Eye (band)
Electric Eye is een Noorse psychedelische rock-band uit Bergen, die in 2012 werd opgericht door Øystein Braut, Njål Clementsen, Anders Bjelland en Øyvind Hegg-Lunde. Electric Eye speelt psychedelische rock, vermengd met dronerock en met invloeden van blues, Indiase volksmuziek en rock-'n-roll. Invloeden zijn aanwijsbaar van bands als The Black Angels, Wooden Shjips, Pink Floyd in Pompeii, The Flaming Lips, The Brian Jonestown Massacre en The Dandy Warhols. 

## Geschiedenis
Op het moment van oprichting hadden de bandleden al een ruime ervaring in Noorse bands achter de rug. Øystein Braut was lid van The Alexandria Quartet, Njål Clementsen is afkomstig van Megaphonic Thrift en The Low Frequency in Stereo en Anders Bjelland speelde eerder onder meer in Hypertext. Electric Eye trad op 3 mei 2012 voor het eerst op, in de concertzaal Hulen in Bergen. De groep bracht zijn debuutalbum Pick-up, Lift-off, Space, Time uit in april 2013, waarna er een uitgebreide tournee in Europa werd ondernomen, met onder meer concerten op Iceland Airwaves (2013), Eurosonic (2014), South by Southwest (2014), Down The Rabbit Hole (2014) en The Great Escape Festival (2014).

## Discografie

### Albums
- 2013 - Pick-up, Lift-off Space, Time
- 2016 - Different Sun
- 2016 - Live At Blå
- 2017 - From The Poisonous Tree

### Singles
- 2013 - "Tangerine"
- 2015 - "Bless"
- 2016 - "Mercury Rise"
- 2017 - "Turn Around, Face The Sun"
- 2017 - "Invisible Prison"